# Melanie Brinkmann

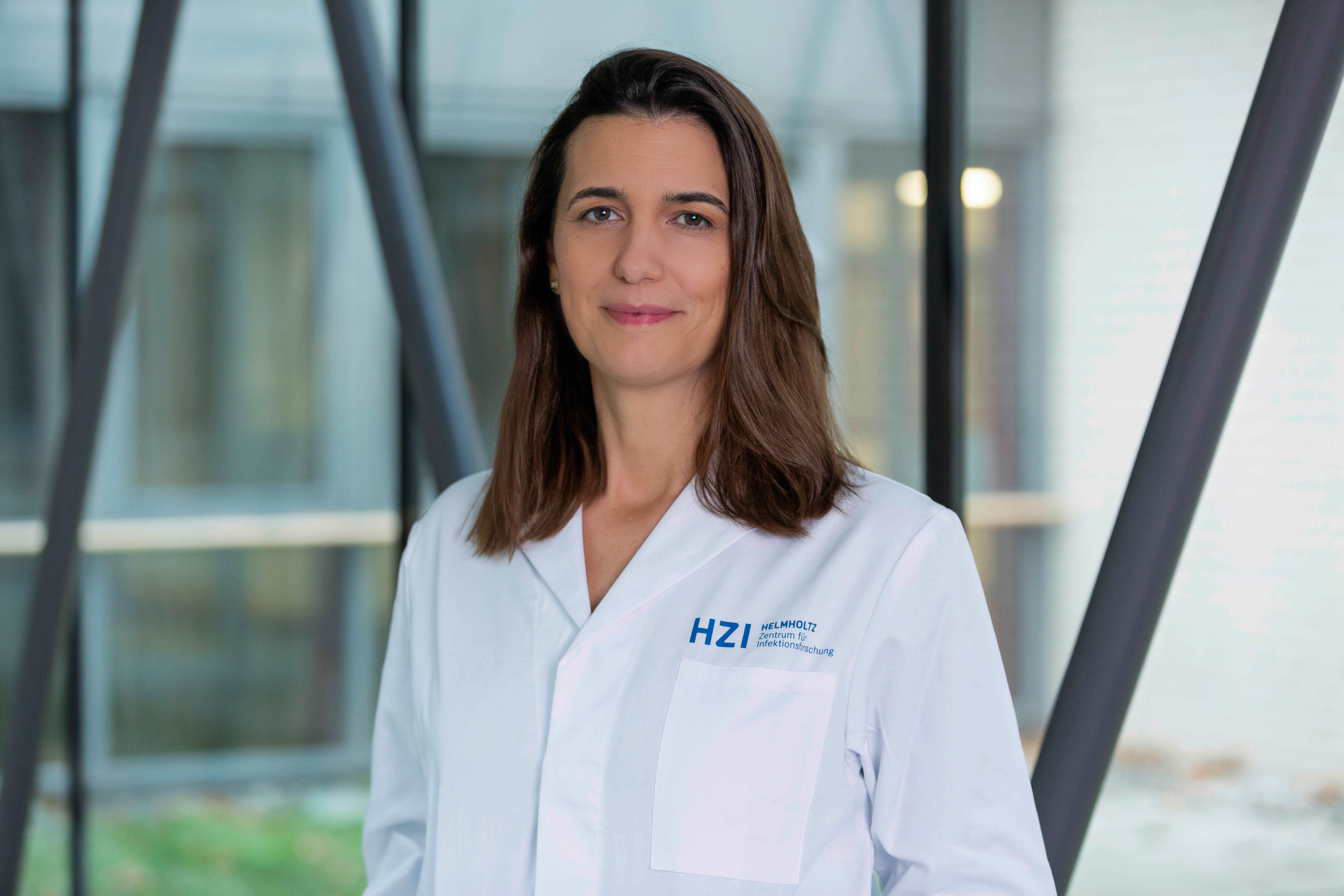
Melanie Brinkmann (2020)

Melanie Margarete Brinkmann (* 6. Januar 1974 in Neustadt am Rübenberge) ist eine deutsche Virologin und Hochschullehrerin. Sie ist Professorin an der Technischen Universität Braunschweig und Beiratsmitglied der Gesellschaft für Virologie. Von 2020 bis Ende 2021 gehörte sie zum Beraterstab, der die deutsche Bundesregierung (Kabinett Merkel IV) während der Corona-Krise fachwissenschaftlich unterstützte. Seit Dezember 2021 war sie stellvertretende Vorsitzende des im April 2023 aufgelösten Corona-Expertenrats der Bundesregierung.

## Werdegang
Melanie Brinkmann legte ihr Abitur 1993 am Geschwister-Scholl-Gymnasium im Garbsener Stadtteil Berenbostel ab. Im Anschluss studierte sie zunächst Anglistik und Soziologie an der Universität Hannover. Nach einem Jahr wechselte sie zur Biologie. Dieses Fach studierte sie an der Universität Göttingen und der Humboldt-Universität zu Berlin. Im Jahr 2004 wurde sie an der Universität Hannover promoviert. In ihrer mit einem Preis ausgezeichneten Doktorarbeit beschäftigte sich Brinkmann mit dem Kaposi-Sarkom.
Unterstützt von einem Forschungsstipendium der Deutschen Forschungsgemeinschaft (DFG) arbeitete Brinkmann von 2006 bis 2010 als Postdoktorandin im Labor von Hidde L. Ploegh am Whitehead-Institut für biomedizinische Forschung in Cambridge, Massachusetts. Dort forschte sie über Toll-like-Rezeptoren.
Im Juli 2010 übernahm sie die Leitung der Nachwuchsgruppe „Virale Immunmodulation“ am Helmholtz-Zentrum für Infektionsforschung in Braunschweig. Sie war und ist beteiligt an mehreren Forschungsprojekten der DFG auf den Gebieten der Virologie und Immunologie; so erhielt sie beispielsweise von 2005 bis 2008 ein Forschungsstipendium der DFG für ihre Untersuchungen zum Thema Toll-like Rezeptoren: Ziele der herpesviralen Immun-Evasion? und ist seit 2010 Teilprojektleiterin des DFG-Projektes Modulation der Immunantwort durch die Gammaherpesviren Kaposi Sarkom-assoziiertes Herpesvirus und Murines Herpesvirus 68 (B03). Von 2012 bis 2018 war Brinkmann Juniorprofessorin am Institut für Virologie der Medizinischen Hochschule Hannover.
Seit 2018 hat Brinkmann eine W2-Professur für „Genetik der Viren“ am Institut für Genetik im Forschungsschwerpunkt „Infektionen und Wirkstoffe“ der Technischen Universität Braunschweig.

## Funktion und Position in der COVID-19-Pandemie
Im Zuge der COVID-19-Pandemie trat Brinkmann zunehmend öffentlich in Erscheinung und war Mitunterzeichnerin eines Briefes von 100 Ärzten, die im Mai 2020 ein entschiedenes Vorgehen gegen Falschinformationen zur COVID-19-Pandemie forderten, damit „die Menschen nicht aufgrund von Falschinformationen Entscheidungen treffen, die das eigene Leben oder das Leben von anderen gefährden können“.
Als Mitglied des Beraterstabs der Bundesregierung und der Regierungen der Bundesländer wies sie in der Bundespressekonferenz am 2. November 2020 fachfremde Kritik an der Arbeit von Epidemiologen und Virologen zurück. Die Welt zitiert sie mit dem Vergleich: „Ich erzähl doch auch dem Automechaniker nicht, wo der Motor am Auto ist.“ Sie befürwortete eine konsequente räumliche Distanzierung bis zum Senken des Infektionsgeschehens deutlich unter einen Inzidenzwert von 50 und warnte vor frühen Lockerungen der Corona-Beschränkungen.
Um das Infektionsgeschehen dauerhaft eindämmen zu können, sprach sie sich für die Umsetzung der Green-Zone-Strategie Yaneer Bar-Yams und des New England Complex Systems Institute (NECSI) aus. Mit der Veröffentlichung eines „No Covid“-Strategiepapiers stellte Brinkmann im Januar 2021 gemeinsam mit anderen Wissenschaftlern verschiedener Fachrichtungen Maßnahmen zur konsequenten Eindämmung der Corona-Pandemie vor. Das langfristige Ziel müsse sein, die Infektionszahlen auf Null zu senken. Lockerungen sollten erst ab einem Inzidenzwert von zehn anhand eines Stufenplans und mithilfe der Einrichtung grüner, virusfreier Zonen erfolgen.
Brinkmann warnte Anfang Februar 2021 angesichts sich ausbreitender Coronavirus-Mutanten deutlich vor Lockerungen. In einem Interview mit dem Magazin Der Spiegel sagte sie: „Die Mutante aus Großbritannien und andere werden uns überrennen, das Virus hat einen Raketenantrieb bekommen“. Dem Focus sagte sie Anfang März, es gelte jetzt, „den Raketenantrieb zu zünden“. Den politisch festgelegten Grenzinzidenzwert von 50 Neuinfektionen pro 100.000 Einwohner bezeichnete sie als „fatal“, denn die „Zahlen würden sofort wieder steigen. So eine Mittelinzidenz bedeutet letztlich eine Art Dauer-Lockdown, aus dem man nur zwischendurch mal kurz auftauchen und nach Luft schnappen kann“. Als Alternative forderte sie konsequente Eindämmungsmaßnahmen, wie sie die Initiative „No Covid“ empfiehlt. Anfang März 2021 nannte sie die Corona-Politik der Regierung, die angesichts steigender Inzidenzwerte ohne eine konkrete Strategie zur Verhinderung der dritten Welle auf Lockerungen setzte, eine „intellektuelle Beleidigung und keine Perspektive“.
Zum Thema Impfung trug sie als Autorin gemeinsam mit anderen Wissenschaftlern zum Paper Eine neue proaktive Zielsetzung für Deutschland zur Bekämpfung von SARS-CoV-2 6. Teil: Impfungen bei.
Brinkmann war von dessen Einberufung im Dezember 2021 bis zur Auflösung im April 2023 als stellvertretende Vorsitzende Mitglied des Corona-Expertenrats der Bundesregierung.

## Privates
Melanie Brinkmann ist verheiratet und Mutter dreier Söhne.

## Auszeichnungen
- 2004: Promotionspreis der Medizinischen Hochschule Hannover
- 2007: Postdoktorandenpreis für Virologie der Robert-Koch-Stiftung[25][5]
- 2016: Science Award der Signal Transduction Society[26][27]
- 2022: ScienceHero-Preis der Konferenz Biologischer Fachbereiche (KBF)[28]

## Werke
- Functional properties of proteins encoded by the K15 gene of the Kaposi's sarcoma-associated herpesvirus (KSHV). Dissertation, Hannover, 2004.